# Hyds
Hyds est une commune française, située dans le département de l'Allier en région Auvergne-Rhône-Alpes.

## Géographie
L'Œil, qui prend sa source dans la commune voisine de Beaune-d'Allier, traverse la commune d'est en ouest, au sud du bourg.
La ligne de chemin de fer de Gannat à Montluçon, portion de la liaison Lyon - Bordeaux via Limoges, traverse également la commune et franchit le vallon de l'Œil par le viaduc du Soleil.

### Climat
Pour des articles plus généraux, voir Climat d'Auvergne-Rhône-Alpes et Climat de l'Allier.
En 2010, le climat de la commune est de type climat océanique dégradé des plaines du Centre et du Nord, selon une étude du CNRS s'appuyant sur une série de données couvrant la période 1971-2000. En 2020, Météo-France publie une typologie des climats de la France métropolitaine dans laquelle la commune est exposée à un climat de montagne ou de marges de montagne et est dans la région climatique Ouest et nord-ouest du Massif Central, caractérisée par une pluviométrie annuelle de 900 à 1 500 mm, maximale en automne et en hiver.
Pour la période 1971-2000, la température annuelle moyenne est de 10,1 °C, avec une amplitude thermique annuelle de 15,7 °C. Le cumul annuel moyen de précipitations est de 849 mm, avec 11,2 jours de précipitations en janvier et 7,6 jours en juillet. Pour la période 1991-2020, la température moyenne annuelle observée sur la station météorologique de Météo-France la plus proche, sur la commune de Durdat-Larequille à 10 km à vol d'oiseau, est de 11,0 °C et le cumul annuel moyen de précipitations est de 879,1 mm,. Pour l'avenir, les paramètres climatiques de la commune estimés pour 2050 selon différents scénarios d'émission de gaz à effet de serre sont consultables sur un site dédié publié par Météo-France en novembre 2022.

## Urbanisme

### Typologie
Au 1er janvier 2024, Hyds est catégorisée commune rurale à habitat très dispersé, selon la nouvelle grille communale de densité à 7 niveaux définie par l'Insee en 2022.
Elle est située hors unité urbaine. Par ailleurs la commune fait partie de l'aire d'attraction de Montluçon, dont elle est une commune de la couronne,. Cette aire, qui regroupe 58 communes, est catégorisée dans les aires de 50 000 à moins de 200 000 habitants,.

### Occupation des sols

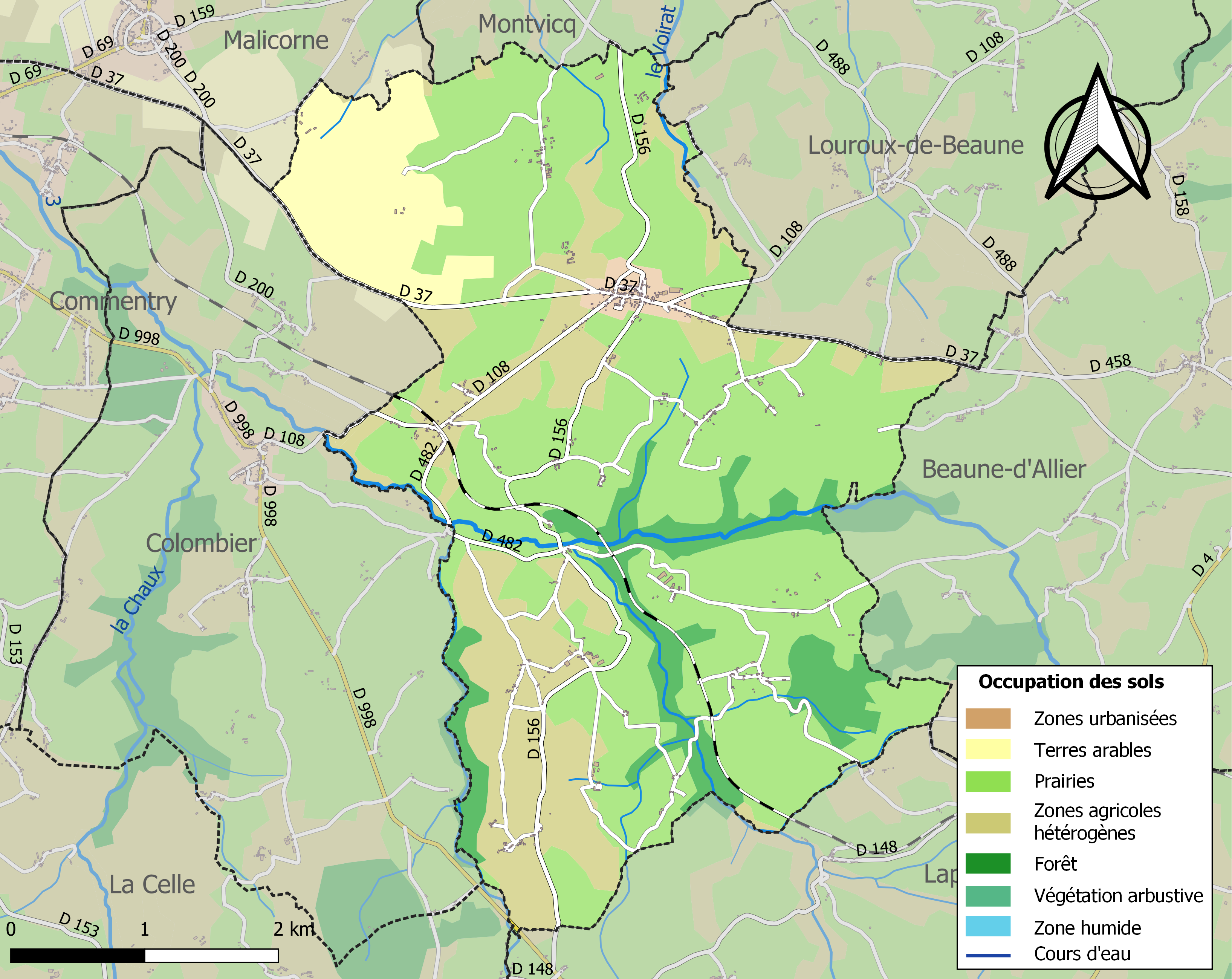
Carte des infrastructures et de l'occupation des sols de la commune en 2018 (CLC).

L'occupation des sols de la commune, telle qu'elle ressort de la base de données européenne d’occupation biophysique des sols Corine Land Cover (CLC), est marquée par l'importance des territoires agricoles (89,5 % en 2018), en diminution par rapport à 1990 (90,4 %). La répartition détaillée en 2018 est la suivante : prairies (59,9 %), zones agricoles hétérogènes (21,1 %), forêts (9,2 %), terres arables (8,5 %), zones urbanisées (1,3 %).
L'IGN met par ailleurs à disposition un outil en ligne permettant de comparer l’évolution dans le temps de l’occupation des sols de la commune (ou de territoires à des échelles différentes). Plusieurs époques sont accessibles sous forme de cartes ou photos aériennes : la carte de Cassini (XVIIIe siècle), la carte d'état-major (1820-1866) et la période actuelle (1950 à aujourd'hui).

## Toponymie
Le toponyme Hyds apparaît pour la première fois dans les sources au XIIIe siècle, sous la forme Idz. Il dérive du nom propre gaulois Iccius.
Dans le parler local, Hyds est nommé Ids. Hyds fait, en effet, partie du Croissant, zone où se rejoignent et se mélangent la langue occitane et la langue d'oïl.

## Histoire
Le village d'Hyds avait sous l'Ancien Régime la particularité d'être partagé entre le diocèse de Bourges au nord et celui de Clermont au sud.
La commune a appartenu successivement à l'ancien canton de Doyet, au canton de Montmarault, puis, à partir du Second Empire, à celui de Commentry.

## Politique et administration
| Période                                  | Période                      | Identité             | Étiquette | Qualité                   |
| ---------------------------------------- | ---------------------------- | -------------------- | --------- | ------------------------- |
| Les données manquantes sont à compléter. |                              |                      |           |                           |
| mars 2001                                | mars 2014                    | Michel Champomier    |           |                           |
| mars 2014                                | 5 juillet 2020               | Christiane Martin    |           | Représentante de commerce |
| 5 juillet 2020                           | En cours (au 8 juillet 2020) | Jean-Pierre Fournier | PCF       | Exploitant agricole       |

## Population et société

### Démographie
Les habitants de la commune sont appelés les Hydois et les Hydoises.
L'évolution du nombre d'habitants est connue à travers les recensements de la population effectués dans la commune depuis 1793. Pour les communes de moins de 10 000 habitants, une enquête de recensement portant sur toute la population est réalisée tous les cinq ans, les populations de référence des années intermédiaires étant quant à elles estimées par interpolation ou extrapolation. Pour la commune, le premier recensement exhaustif entrant dans le cadre du nouveau dispositif a été réalisé en 2005.

En 2022, la commune comptait 301 habitants, en évolution de −6,23 % par rapport à 2016 (Allier : −1,38 %, France hors Mayotte : +2,11 %).
| 1793 | 1800 | 1806 | 1821 | 1831  | 1836 | 1841 | 1846 | 1851 |
| ---- | ---- | ---- | ---- | ----- | ---- | ---- | ---- | ---- |
| 714  | 520  | 718  | 767  | 1 037 | 875  | 777  | 785  | 833  |

| 1856 | 1861 | 1866 | 1872 | 1876 | 1881 | 1886 | 1891 | 1896 |
| ---- | ---- | ---- | ---- | ---- | ---- | ---- | ---- | ---- |
| 812  | 780  | 750  | 782  | 828  | 857  | 899  | 876  | 876  |

| 1901 | 1906 | 1911 | 1921 | 1926 | 1931 | 1936 | 1946 | 1954 |
| ---- | ---- | ---- | ---- | ---- | ---- | ---- | ---- | ---- |
| 828  | 811  | 780  | 627  | 624  | 575  | 581  | 528  | 468  |

| 1962 | 1968 | 1975 | 1982 | 1990 | 1999 | 2005 | 2006 | 2010 |
| ---- | ---- | ---- | ---- | ---- | ---- | ---- | ---- | ---- |
| 456  | 408  | 337  | 390  | 393  | 359  | 331  | 319  | 317  |

| 2015 | 2020 | 2022 | - | - | - | - | - | - |
| ---- | ---- | ---- | - | - | - | - | - | - |
| 320  | 308  | 301  | - | - | - | - | - | - |

## Culture locale et patrimoine

### Lieux et monuments
- Les dolmens.
- L'église Saint-Martin, des XIIe, XVIIe et XVIIIe siècles qui fait l’objet d’une inscription au titre des monuments historiques depuis le 17 septembre 1969[22].
- La chapelle Saint-Pierre, des XIVe et XVIIe siècles, au hameau de Laronde, au sud de la commune, dont la restauration est très avancée[23].

### Héraldique
|  | Les armes de la commune se blasonnent ainsi : De gueules à l’épée d’argent posée en barre et à la clé d’or posée en bande brochant sur l’épée, au chef ondé aussi d’argent chargé de trois coquilles d’azur. |